# Амбарлъ (квартал на Истанбул)
„Амбарлъ“ (на турски: Ambarlı) е квартал на Истанбул, разположен в околия Авджълар. Общата му площ е 1,8 км2. Според данни на Адресната система за регистриране на населението (ABPRS) към 2023 г. населението на „Амбарлъ“ е 33 807 жители.